# Paul Vandenpeereboom
Pour les articles homonymes, voir Vandenpeereboom.
Paul Marie Vandenpeereboom, né le 9 juin 1848 à Ypres et décédé le 8 juillet 1934 à Courtrai fut un homme politique catholique belge.
Il fut élu membre provincial du sénat pour la province de Flandre-Occidentale (1878-1904), puis sénateur de l'arrondissement de Courtrai-Ypres (1904-1919) en suppléance de Joseph Cantillion, décédé et enfin sénateur provincial de la province de Flandre-Occidentale (1919-21).

## Sources
- Bio sur ODIS

- Ressource relative à plusieurs domaines :   - ODIS